# Magnus Friedrich Roos

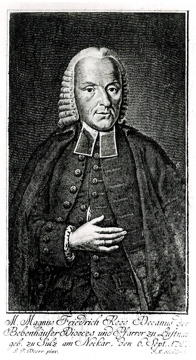
Magnus Friedrich Roos.

Magnus Friedrich Roos (förr ofta försvenskat Magnus Fredrik), född 6 september 1727 i Sulz, död 19 mars 1803 i Anhausen, var en tysk präst och teolog, son till stiftsförvaltare Christian Friedrich Roos och Maria Barbara, född Plocher. 
Roos blev präst 1749 efter studier i Tübingen. Åren 1749-1752 var han präst i Derendingen, Calw och Owen, 1752-1755 präst och repetent i vid det evangeliska stiftet i Tübingen, därefter präst i Stuttgart 1755-1757. 
Roos blev sedan präst i Göppingen 1757 där han gifte sig med Christine Rosine Gmelin. Av deras fem barn överlevde endast Johann Friedrich Roos. 
Christine Rosine avled 1766 i barnsäng. År 1767 innehalde Roos prästjänst i Tübingen och var dekan vid i Bebenhausen. Samma år gifte han om sig med Susanna Barbara född Wittel. 
1784-1803 var Roos präst i Anhausen tidigare ett benediktinskt Kloster. Mellan åren 1788 till 1797 var han medlem av hertigens råd i Württemberg och medlem i utskott och kykomöte. 
19 mars 1803 dör M.F. Roos och blir begravd i Anhausen.
Han utgav ett flertal skrifter och uppbyggelselitteratur, många av dem i samtalsform och med en tydlig pietistisk inriktning. 
Han räknas tillsammans med Johann Albrecht Bengel som en av Württembergpietismens föregångsmän. Han skattades högt av Henric Schartau. 
Översättningar av hans arbeten till svenska gjordes av bland andra kyrkoherden Severin Cavallin.